# Ichneutes lapponicus
Ichneutes lapponicus är en stekelart som beskrevs av Thomson 1895. Ichneutes lapponicus ingår i släktet Ichneutes och familjen bracksteklar. Arten är reproducerande i Sverige. Inga underarter finns listade i Catalogue of Life.